# Bathydexia albolineata
Bathydexia albolineata är en tvåvingeart som beskrevs av Wulp 1891. Bathydexia albolineata ingår i släktet Bathydexia och familjen parasitflugor.
Artens utbredningsområde är Costa Rica. Inga underarter finns listade.